# Brennbichl
Brennbichl ist ein Dorf im Tiroler Oberland. Ein Teil des im Bezirk Imst des Bundeslandes Tirol (Österreich) gelegenen Ortes gehört zur Gemeinde Karrösten, ein anderer Teil hingegen ist Stadtteil der Stadt Imst. Brennbichl ist damit einer der Orte in Österreich, die in mehreren Gemeinden liegen.

## Geographie
Der Ort liegt am Fuß des Grombichl (998 m ü. A.), dem südwestlichen Vorberg des Tschirgant, halbwegs zwischen Imst und Inn, oberhalb der Einmündung des Pigerbachs in den Inn. Hier befindet sich die Anschlussstelle Imst der Inntal Autobahn A 12, von der aus kommend man Richtung Imst den Ort passiert.

### Nachbarortschaften
|               | Imst                                        |                           |
|               | Kompassrose, die auf Nachbargemeinden zeigt | Karrösten                 |
| Auwerk (Imst) |                                             | Königskapelle (Karrösten) |

## Kultur und Sehenswürdigkeiten
- Katholische Filialkirche Brennbichl zu den Heiligen Engeln
- Engelbrunnen, vom Imster Künstler Werner Abraham 1993.
- Königskapelle Brennbichl, in der Gemeinde Karrösten, 1855 erbaut zur Erinnerung an den Unfalltod des sächsischen Königs Friedrich August II. Die Kapelle dient als Grablege für Friedrich Christian von Sachsen (1893–1968) und dessen Angehörige.
- Durch Brennbichl verläuft eine Route vom Jakobsweg Tirol.

## Wirtschaft und Infrastruktur
Stadtteil Imst
- Höhere Technische Bundeslehranstalt Imst, Bautechnik, Innenausbau, IT-Kolleg.

Gemeinde Karrösten
- Jugendherberge Romedihof

## Galerie

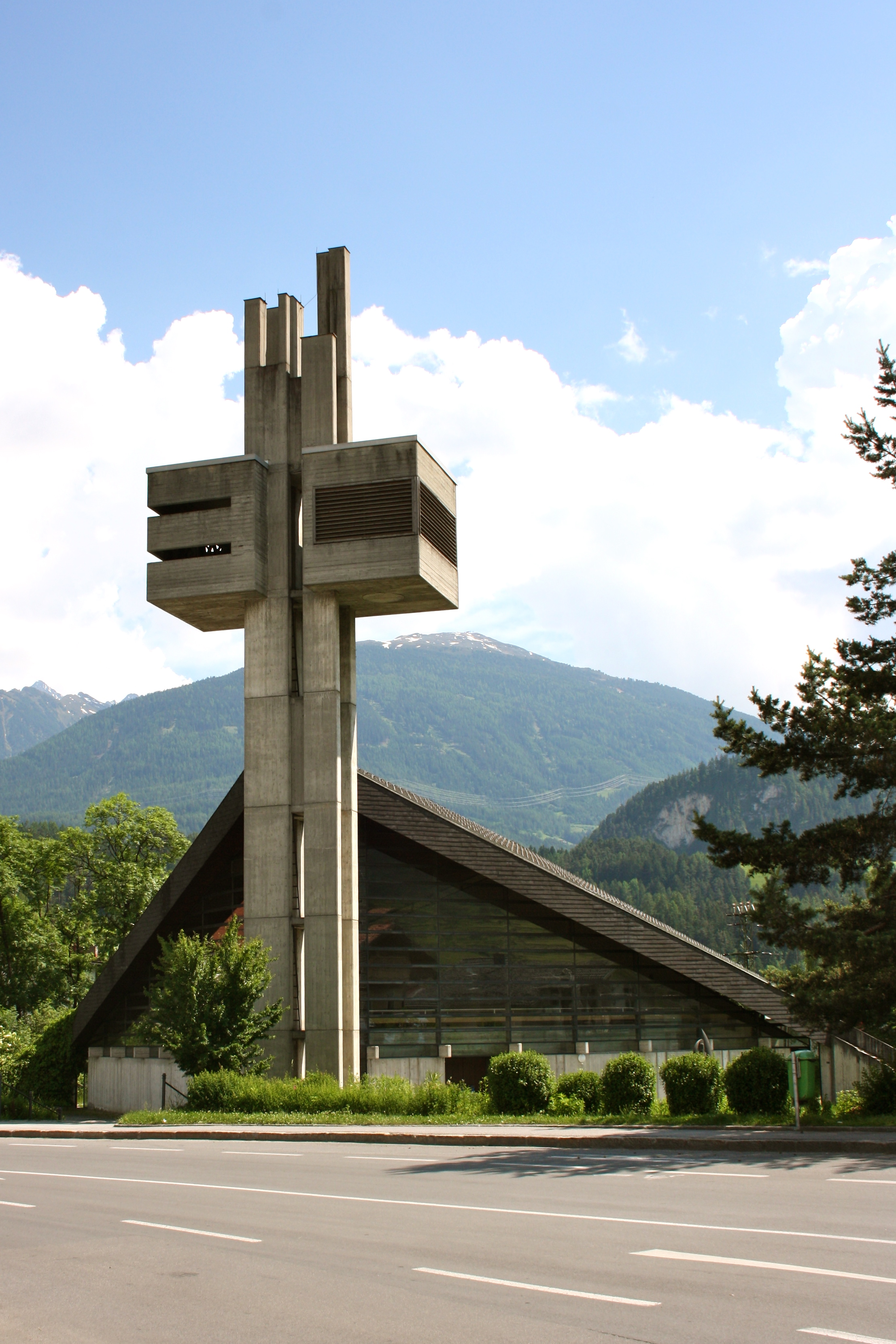
Filialkirche Brennbichl
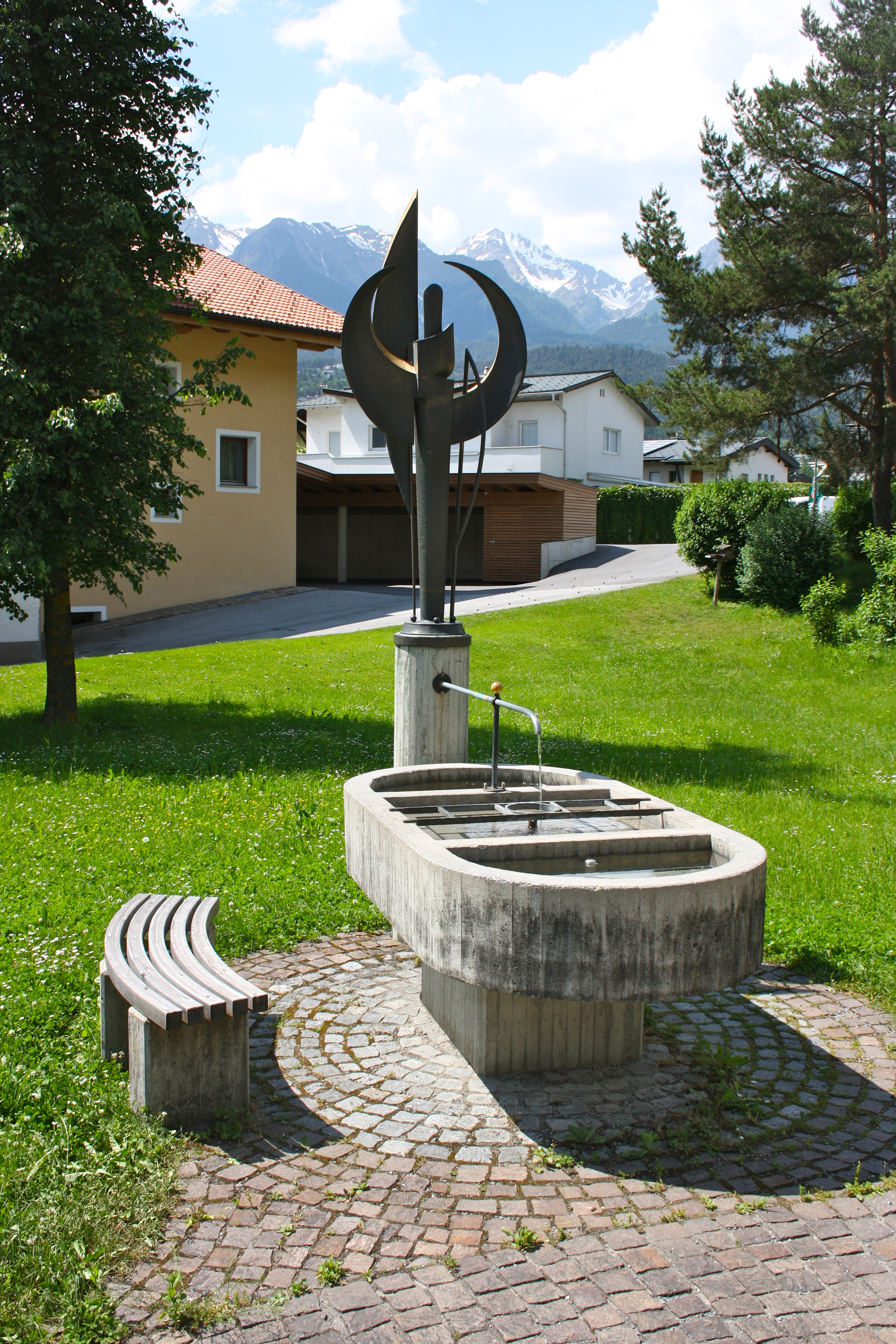
Engelbrunnen
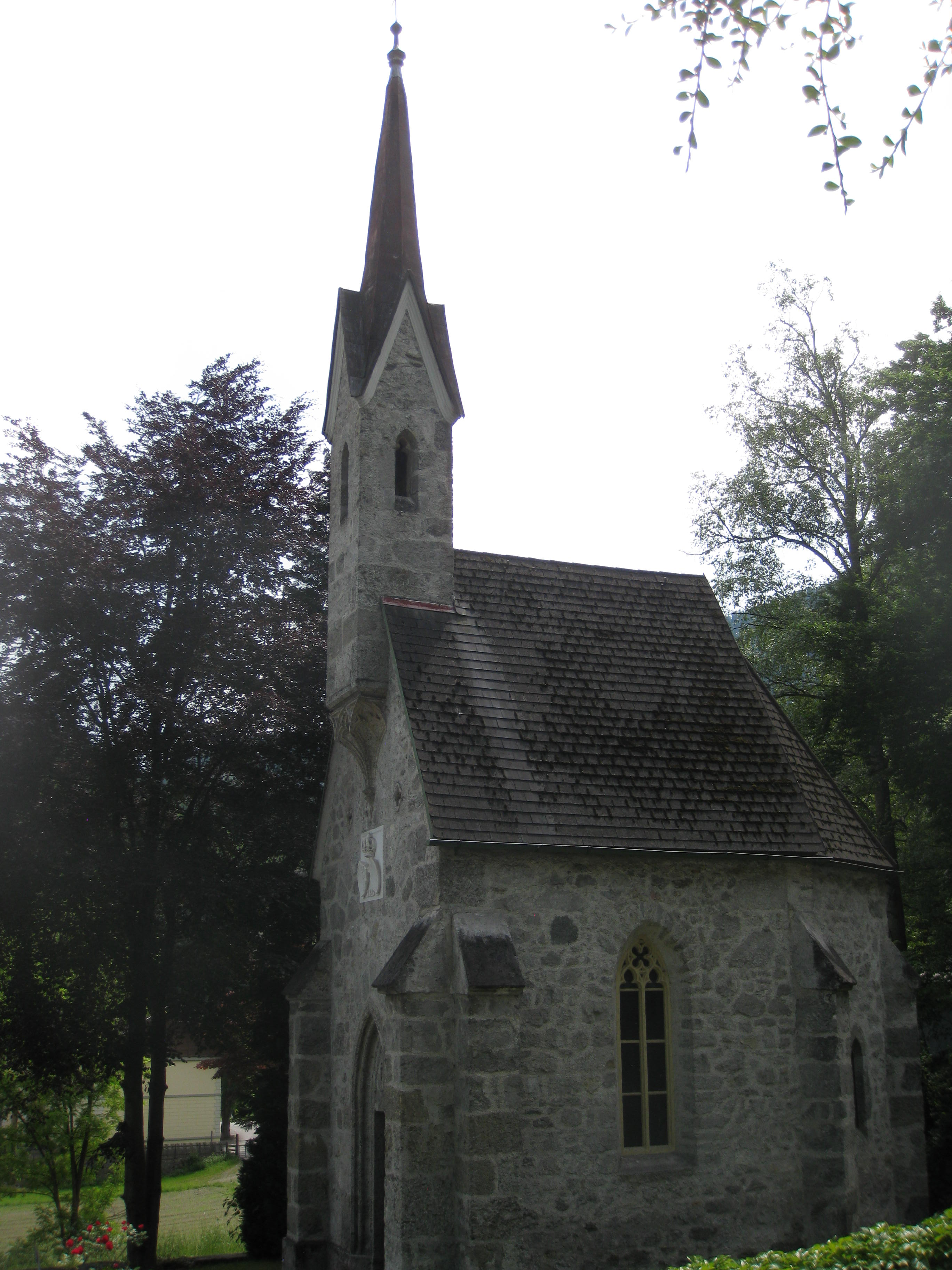
Königskapelle Brennbichl
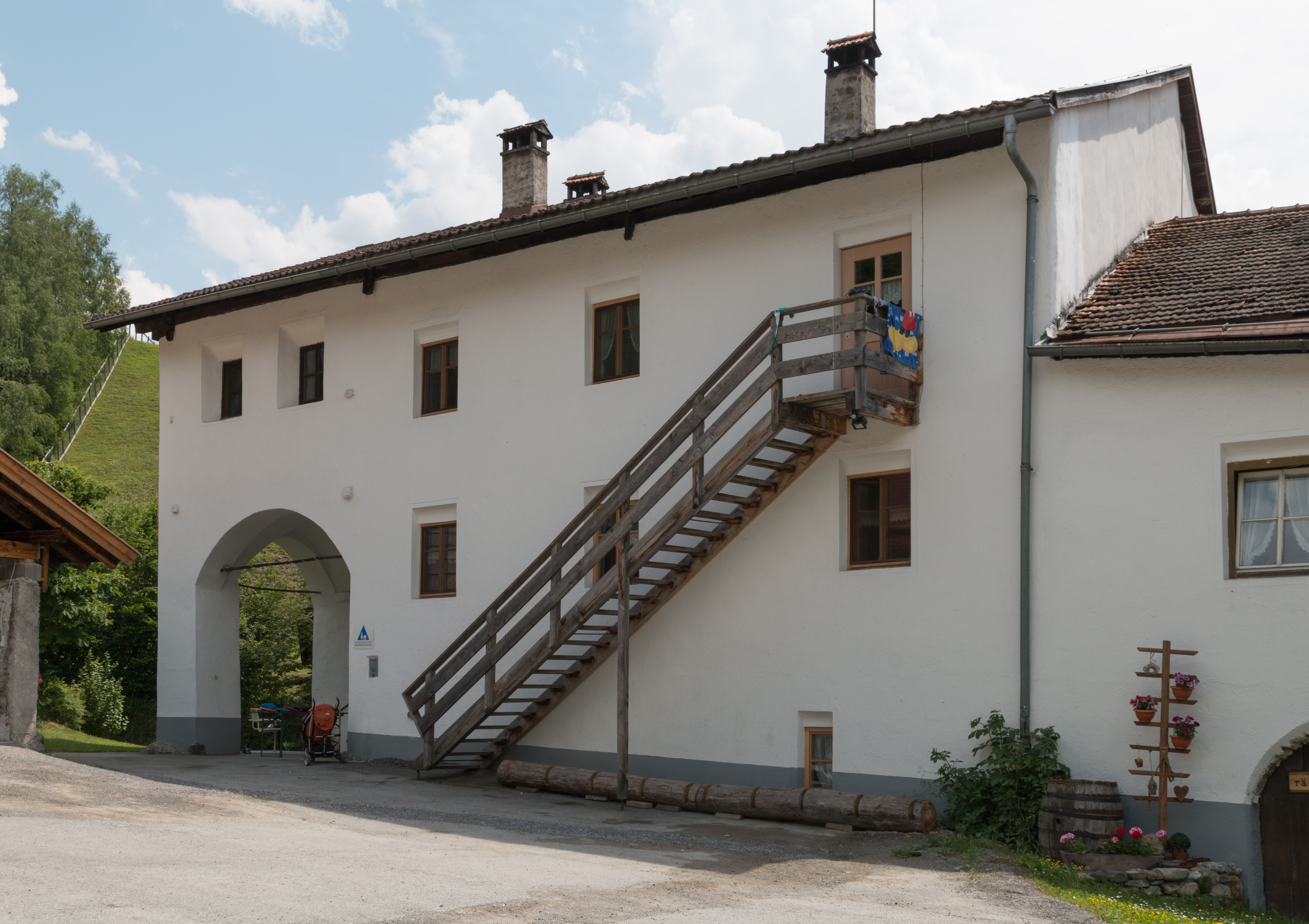
Romedihof
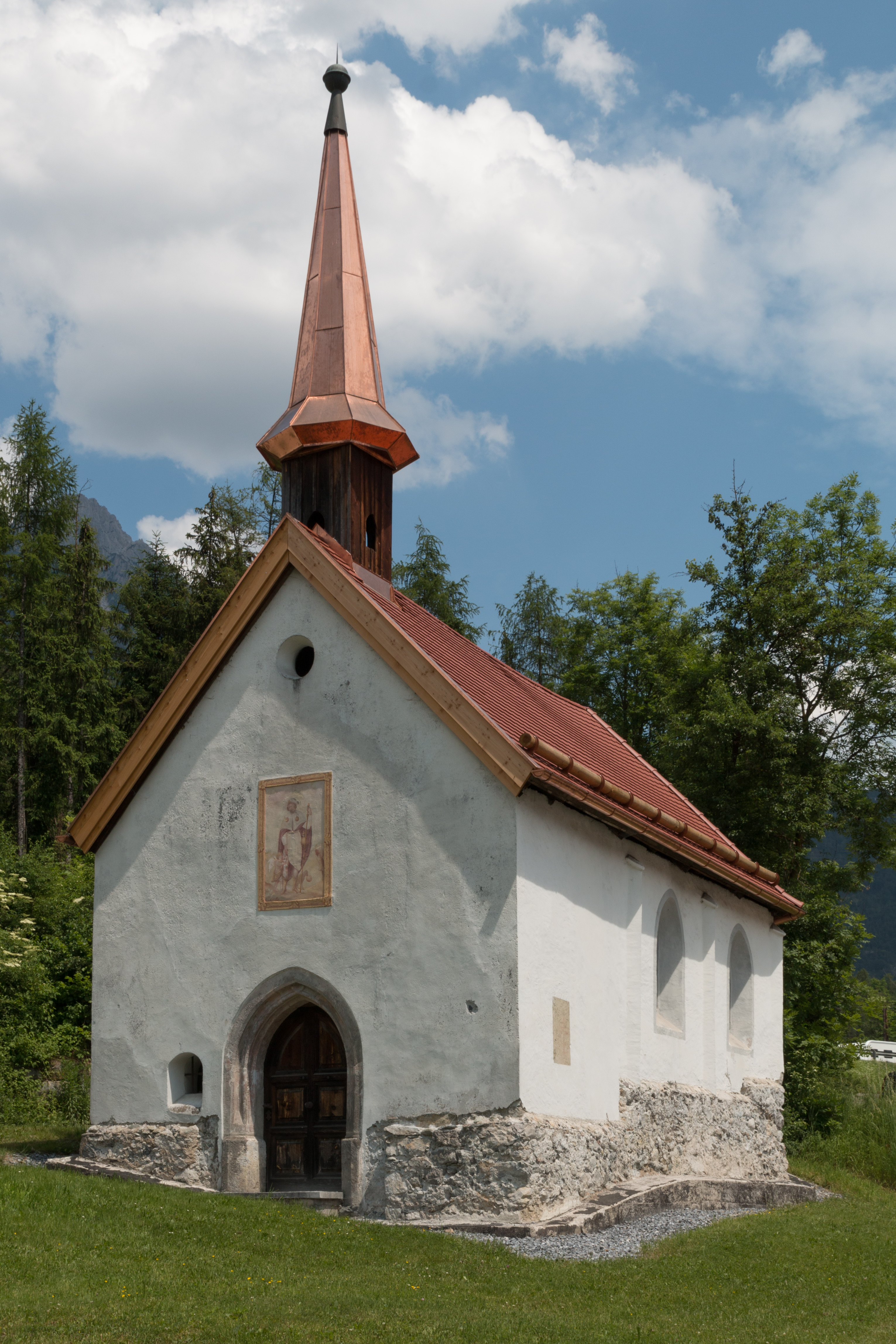
Romedi- oder Rochuskapelle